# Alfred Grenander (arkitekt)
Alfred Frederik Elias Grenander, född 26 juni 1863 i Skövde, död 14 juli 1931 i Berlin, var en svensk arkitekt och professor verksam i Berlin. Grenander är framförallt känd för sitt mångåriga arbete med utformningen av Berlins tunnelbanestationer samt för industribyggnader.

## Biografi
Alfred Grenander  var son till J.M.A. Grenander. Alfred Grenander utbildade sig till murare i Stockholm och gick kurser vid KTH. Han studerade sedan från 1885 på tekniska högskolan i Charlottenburg i Tyskland, bland annat med Otto Spalding och Hermann Muthesius som medstudenter. Han avslutade studierna 1888 och arbetade på flera olika arkitekturbyråer, bland annat för Ludwig Heims, Alfred Messel och Wilhelm Martens innan han 1890 börjar arbeta för Paul Wallot. 1896 grundade han tillsammans med Otto Spalding arkitektbyrån Spalding & Grenander som var verksam 1896–1903.

### Berlins tunnelbana

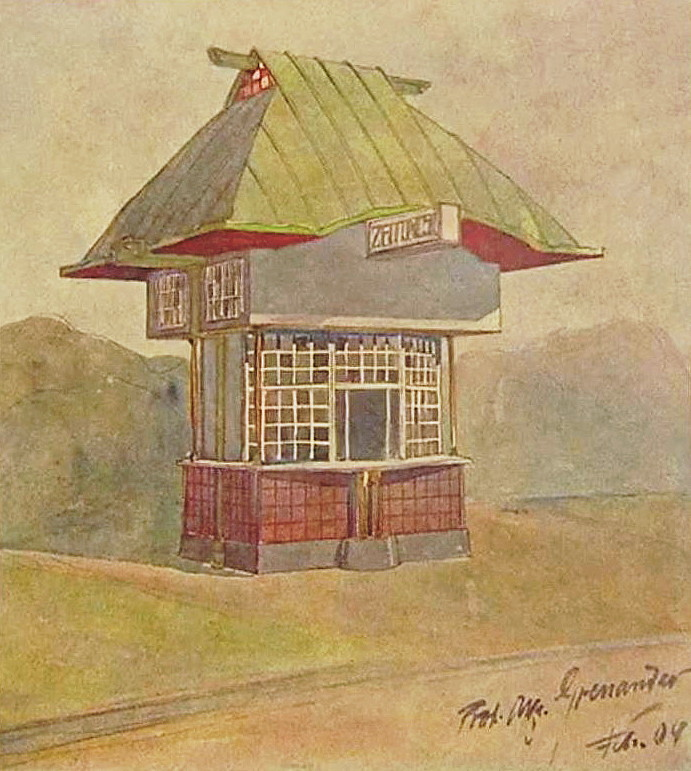
Förslag till tidningskiosk, akvarell av Grenander, februari 1909.

Grenander engagerades 1902 som formgivare av tunnelbanan i Berlin. Senast 1905 kan Grenander ses som tunnelbanans chefsarkitekt och han är verksam för Hochbahngesellschaft, Nordsüdbahn AG och slutligen BVG. Fram till 1931 skapade Grenander ett 70-tal tunnelbanestationer i jugendstil och i klassisk modern stil i Berlin för Hochbahngesellschaft. De finns fortfarande kvar i mer eller mindre originalskick. Grenander utvecklade konceptet med igenkänningsfärger, där varje station genom en färg tydligt skiljer sig från de föregående stationerna. Färgerna kom att användas på perrongerna med dess pelare och skyltar. Denna princip hittar man delvis fortfarande på linjerna U2, U5, U6 och U8. Grenanders arbeten kom att influera Bruno Grimmek då denne ritade tunnelbanestationer efter andra världskriget.

### Südwestkirchhof
1923 arrenderade Svenska Victoriaförsamlingen i Berlin det så kallade Schwedenblock på Südwestkirchhof i Stahnsdorf för att svenskarna i Berlin skulle ha sin egen begravningsplats. Här planerade Grenander den svenska delen av kyrkogården. Han ritade också grinden i smidesjärn som leder in till svenskarna. Det så kallade Dianatemplet, där ursprungligen envoyén Hans-Henrik von Essen (1873–1923) gravsattes, ritades också av Grenander. I början av december 1923 invigdes kyrkogården.
I Sverige ritade han tre hus i Falsterbo, bland annat ett i nationalromantisk stil, uppfört 1922, det så kallade Wertheimshuset vid Storgatan och ett jugendinspirerat hus, Villa Tångvallen, vid Fyrvägen omedelbart norr om Falsterbohus, uppfört 1907.
Grenander ritade även broar som  Gotzkowskybron över Spree mellan Moabit och Charlottenburg (1911) och Schönfliesserbron i Prenzlauer Berg 1912 i Berlin. Han ritade också fabriksbyggnaderna åt Knorr-Bremse i Lichtenberg 1908 och Loewe AG 1916.

## Byggnadsverk i urval

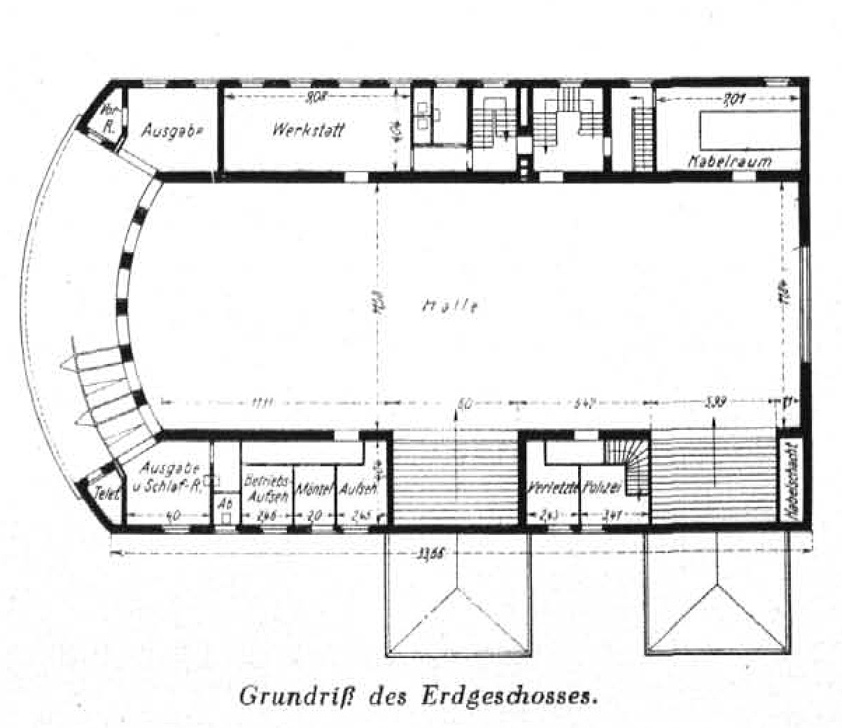
U-Bahnhof Olympia-Stadion, planritning.

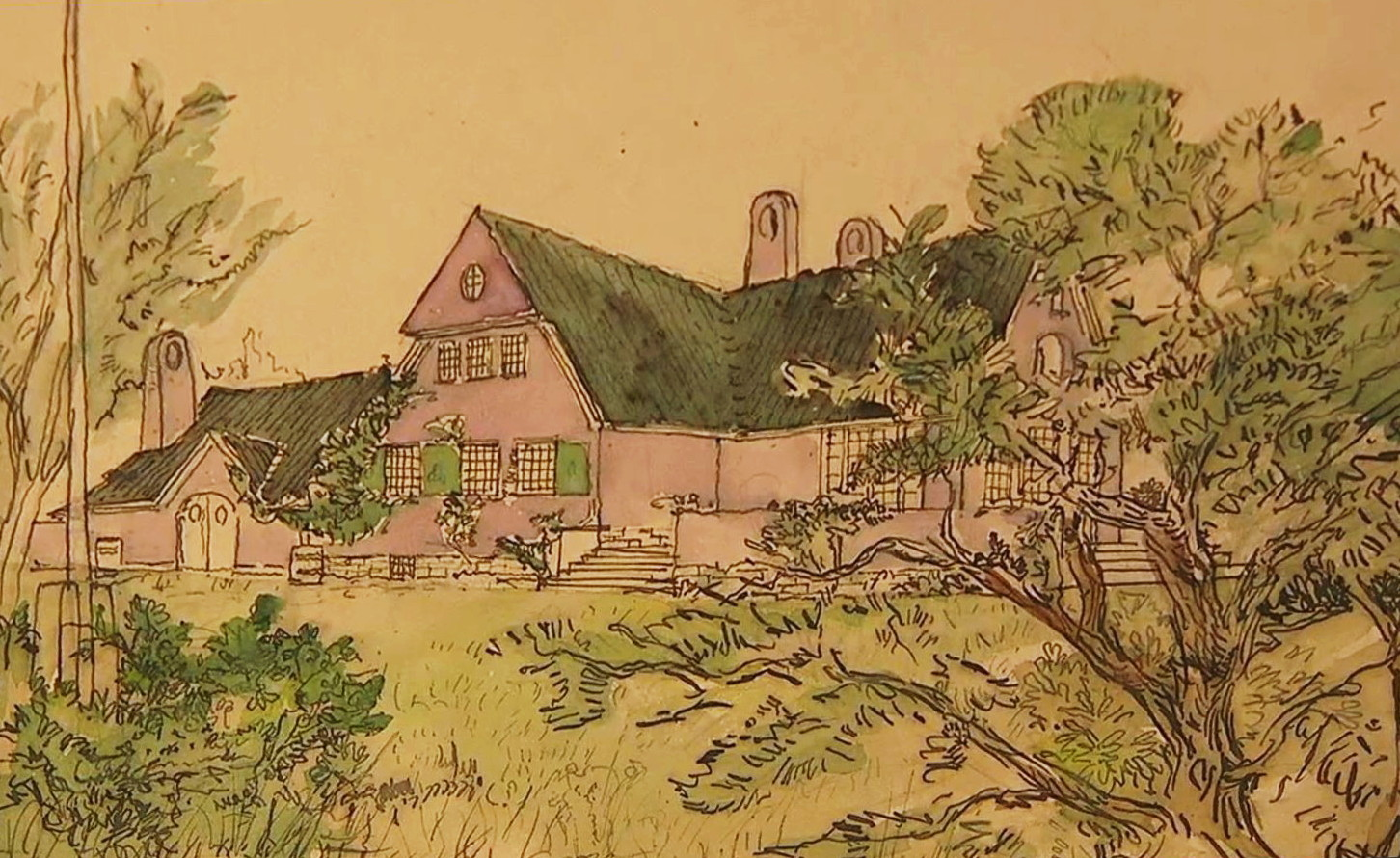
Villa Tångwallen, den egna villan i Falsterbo, akvarell av Alfred Grenander.

- Deutsche Oper, tunnelbanestation i Berlin, 1906
- Potsdamer Platz, tunnelbanestation i Berlin 1907
- Sophie-Charlotte-Platz, tunnelbanestation i Berlin 1908
- Neu-Westend, tunnelbanestation i Berlin 1908 (invigning 1922)
- Kottbusser Tor, tunnelbanestation i Berlin 1908
- Wittenbergplatz, tunnelbanestation i Berlin 1912
- Berlin Schönhauser Allee, Berlin 1913
- Eberswalder Strasse, tunnelbanestation i Berlin 1913
- Olympia-Stadion, tunnelbanestation i Berlin 1913
- Märkisches Museum, tunnelbanestation i Berlin 1913
- Klosterstrasse, tunnelbanestation i Berlin 1913
- Alexanderplatz, tunnelbanestation i Berlin 1913
- Senefelderplatz, tunnelbanestation i Berlin 1923
- Theodor-Heuss-Platz, tunnelbanestation i Berlin 1929
- Krumme Lanke, tunnelbanestation i Berlin 1929
- Gesundbrunnen, tunnelbanestation i Berlin 1930
- Samariterstrasse, tunnelbanestation i Berlin 1930
- Huset Wertheim, Storgatan i Falsterbo
- Villa Tångvalla, Fyrvägen i Falsterbo
- Villa Solglimt i Skanör

## Minnen
En specialutställning om Grenander visades av Deutsches Technikmuseum i Berlin 2006–2007 och sedan i Stockholm och Skövde. I Berlin finns Alfred-Grenander-Platz vid stationen Krumme Lanke i Zehlendorf och Grenander-Haus vid Alexanderplatz. I Grenanders födelsestad Skövde finns en gata namngiven efter honom i stadsdelen Östermalm.

## Galleri

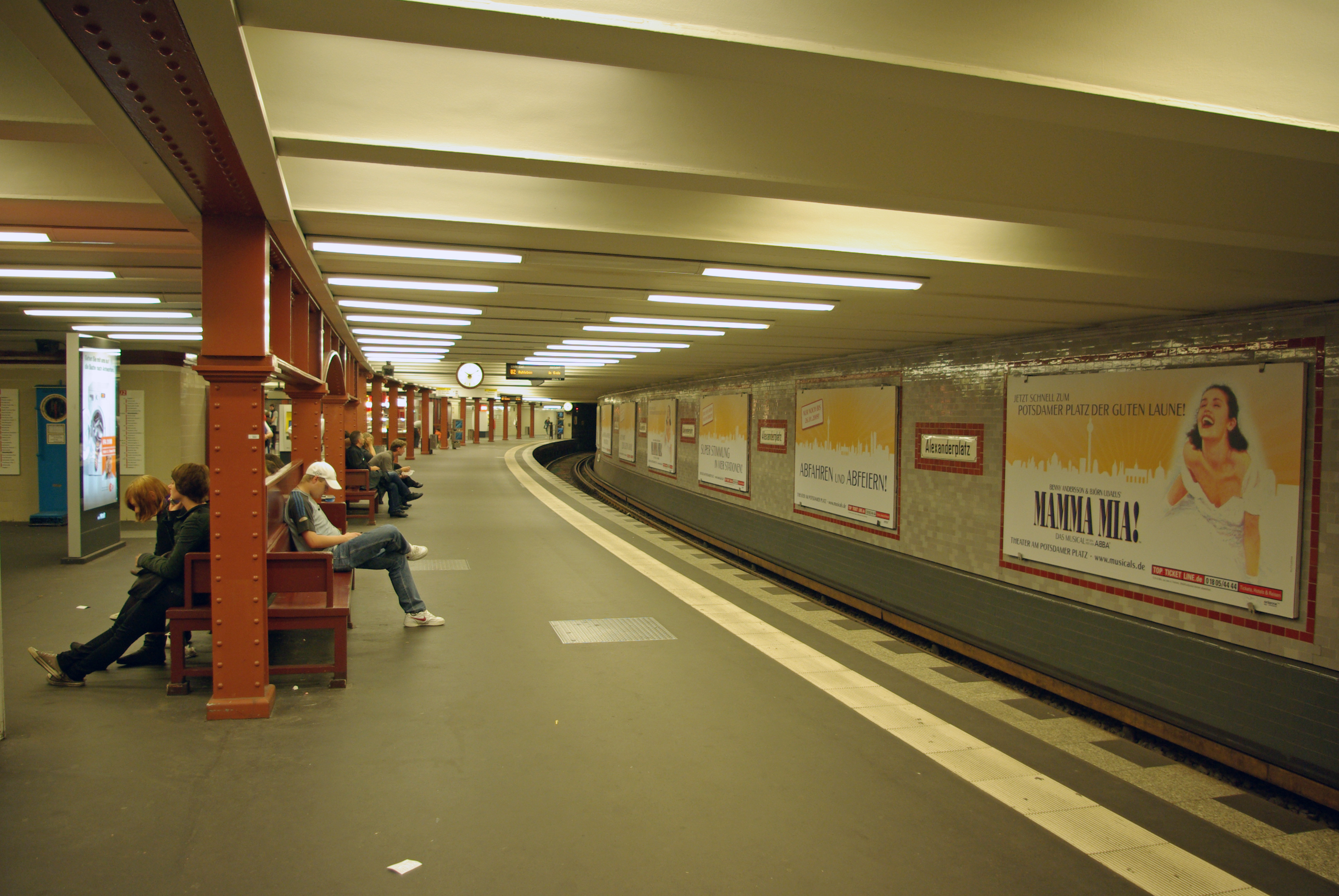
Alexanderplatz (1913)
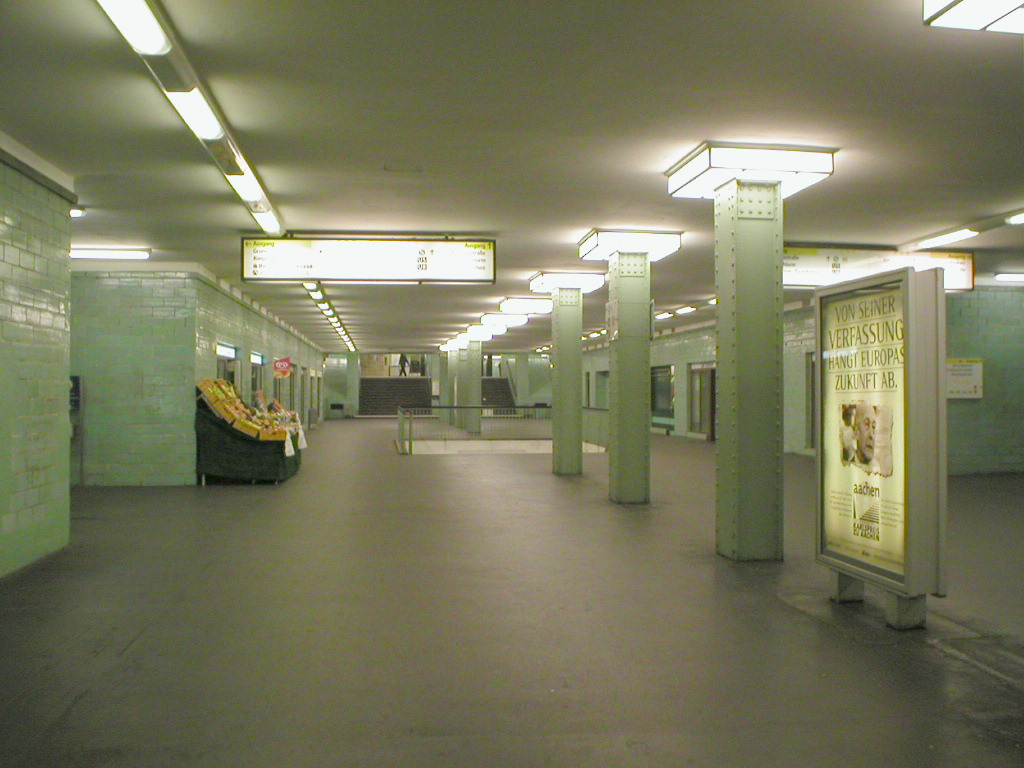
Alexanderplatz (1930)
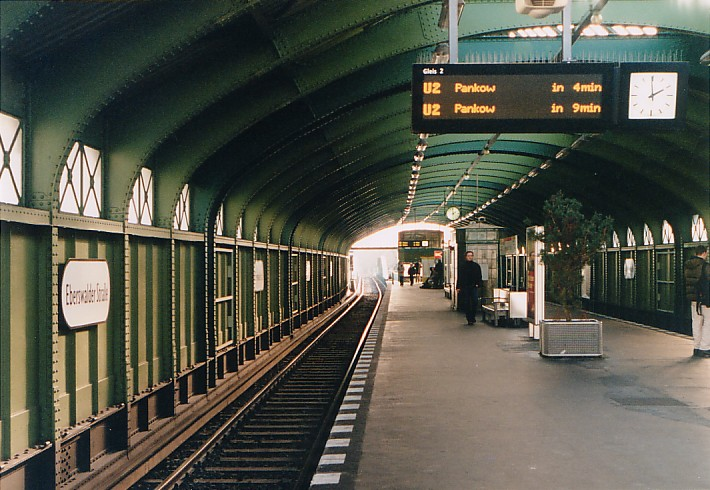
Eberswalder Strasse
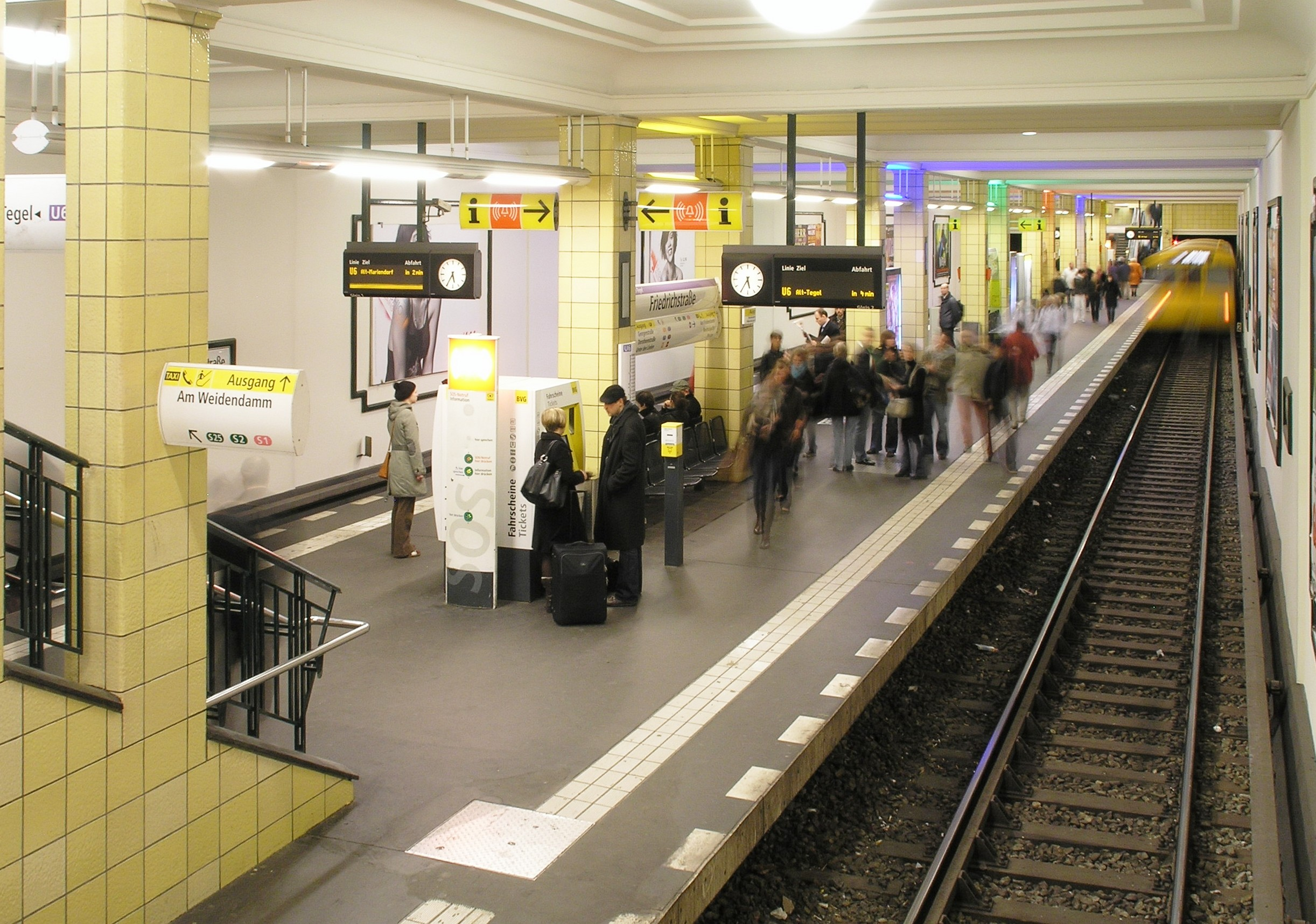
Friedrichstrasse
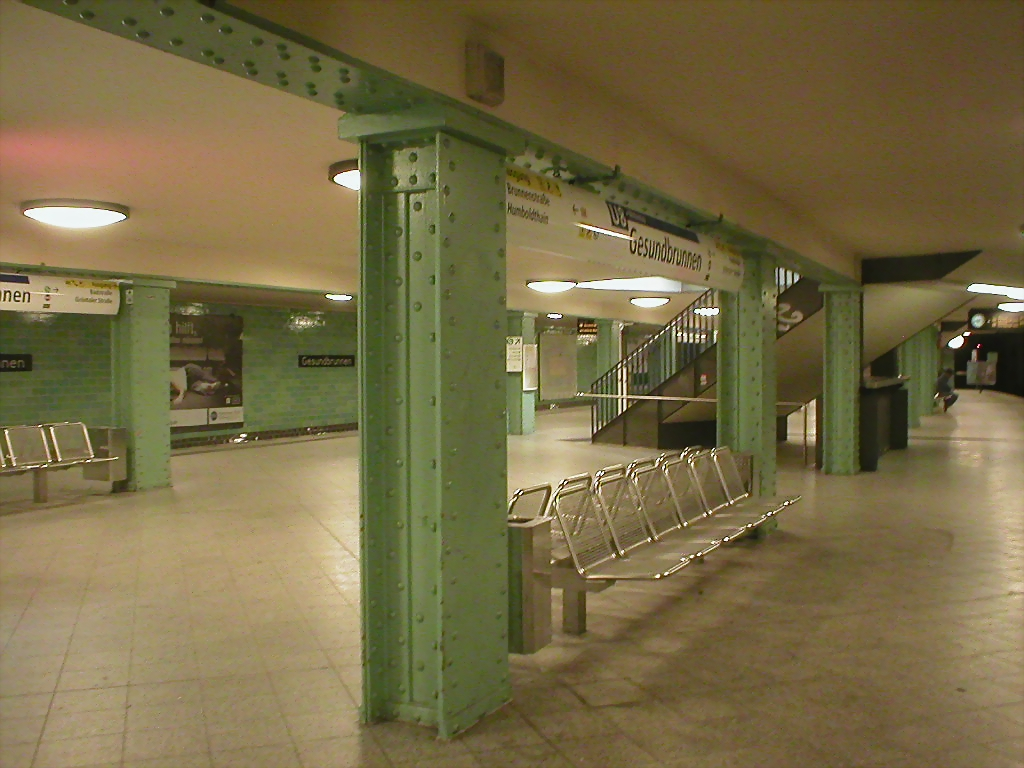
Gesundbrunnen
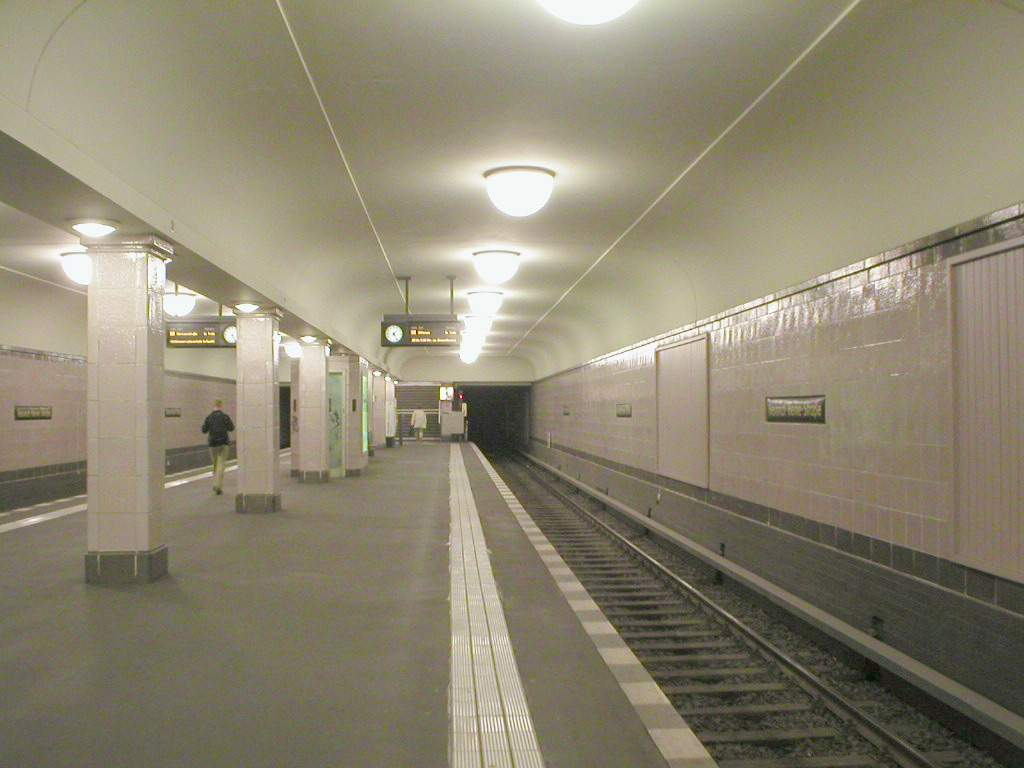
Heinrich-Heine-Strasse
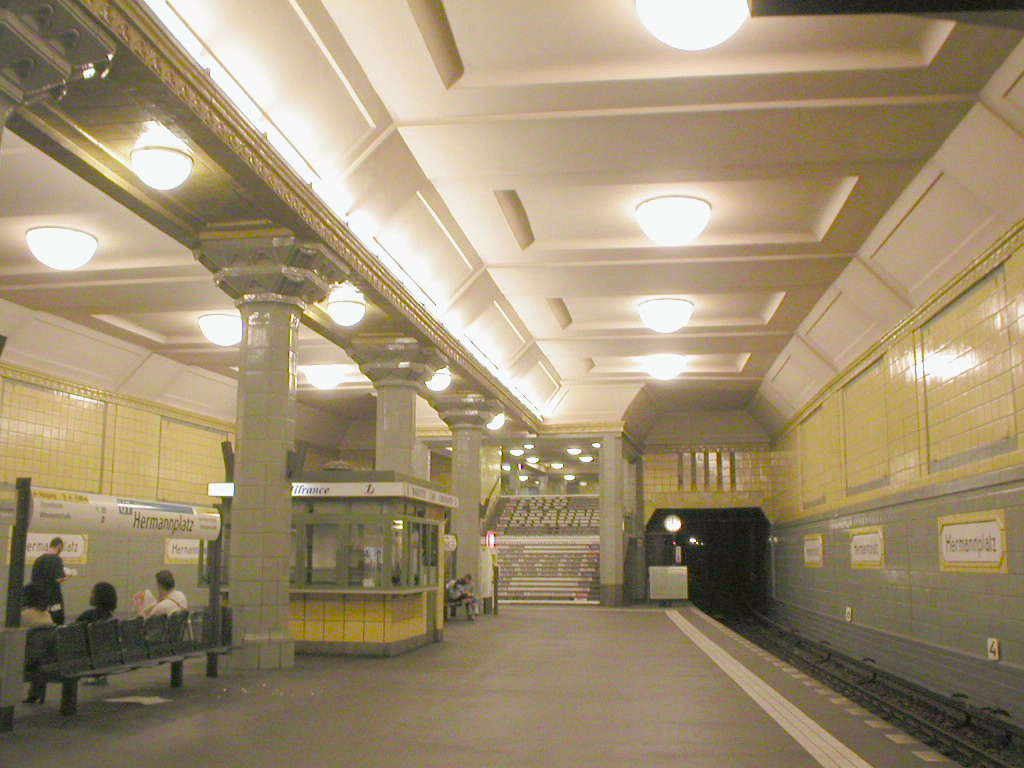
Hermannplatz
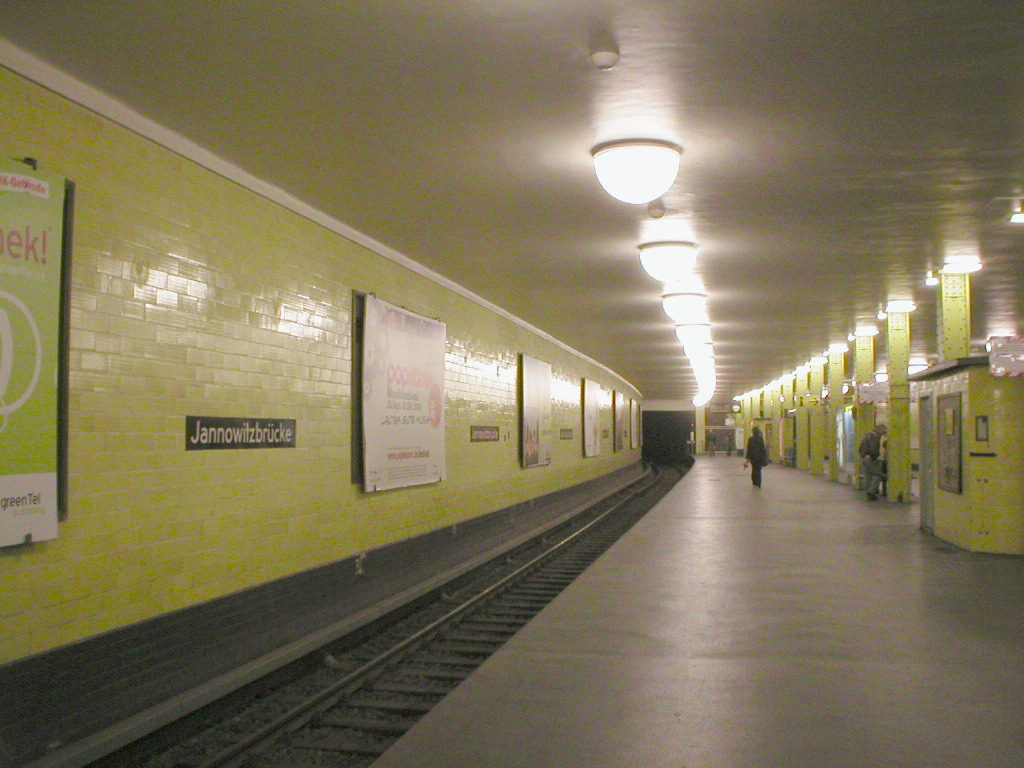
Jannowitzbrücke
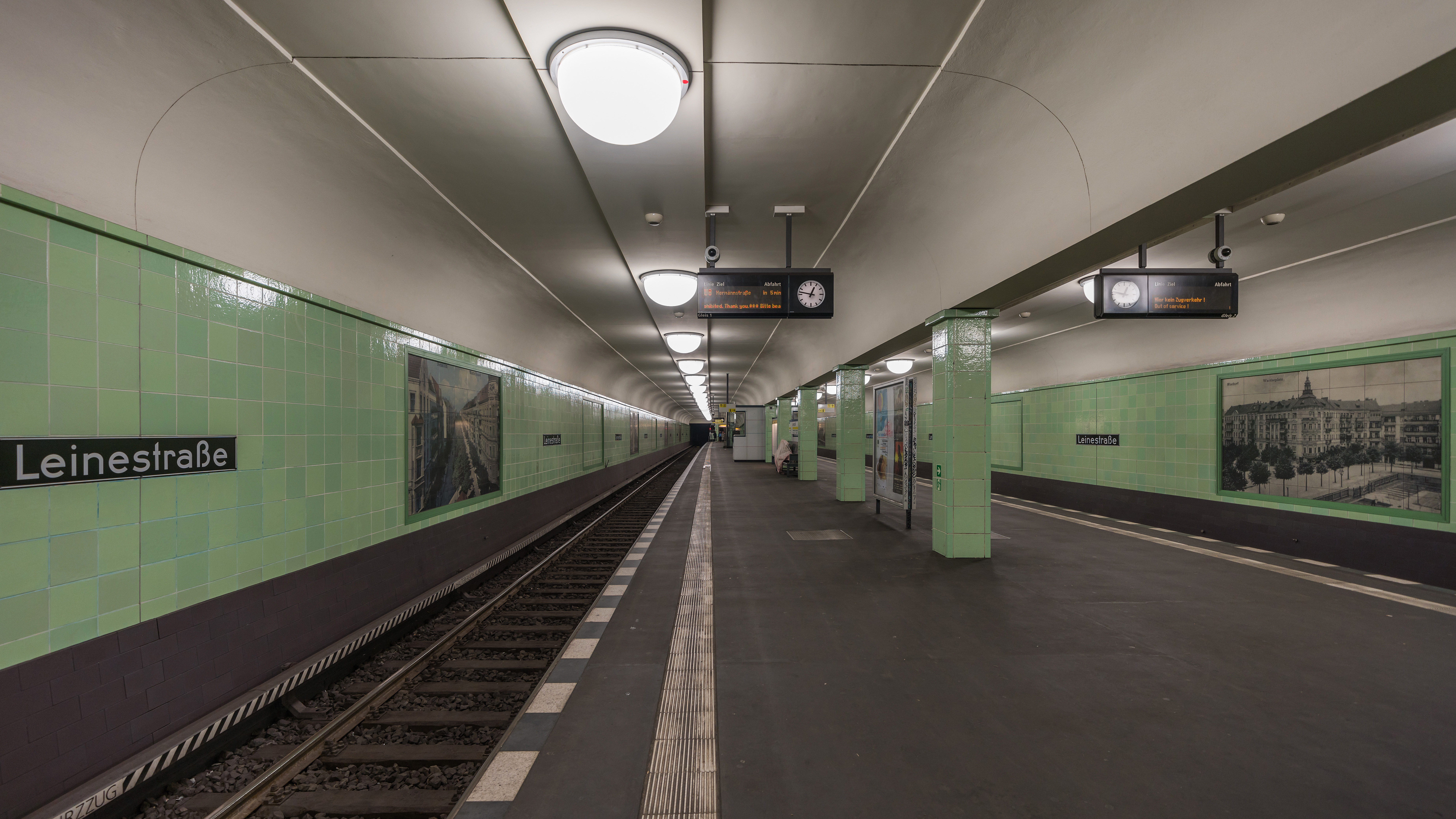
Leinestrasse
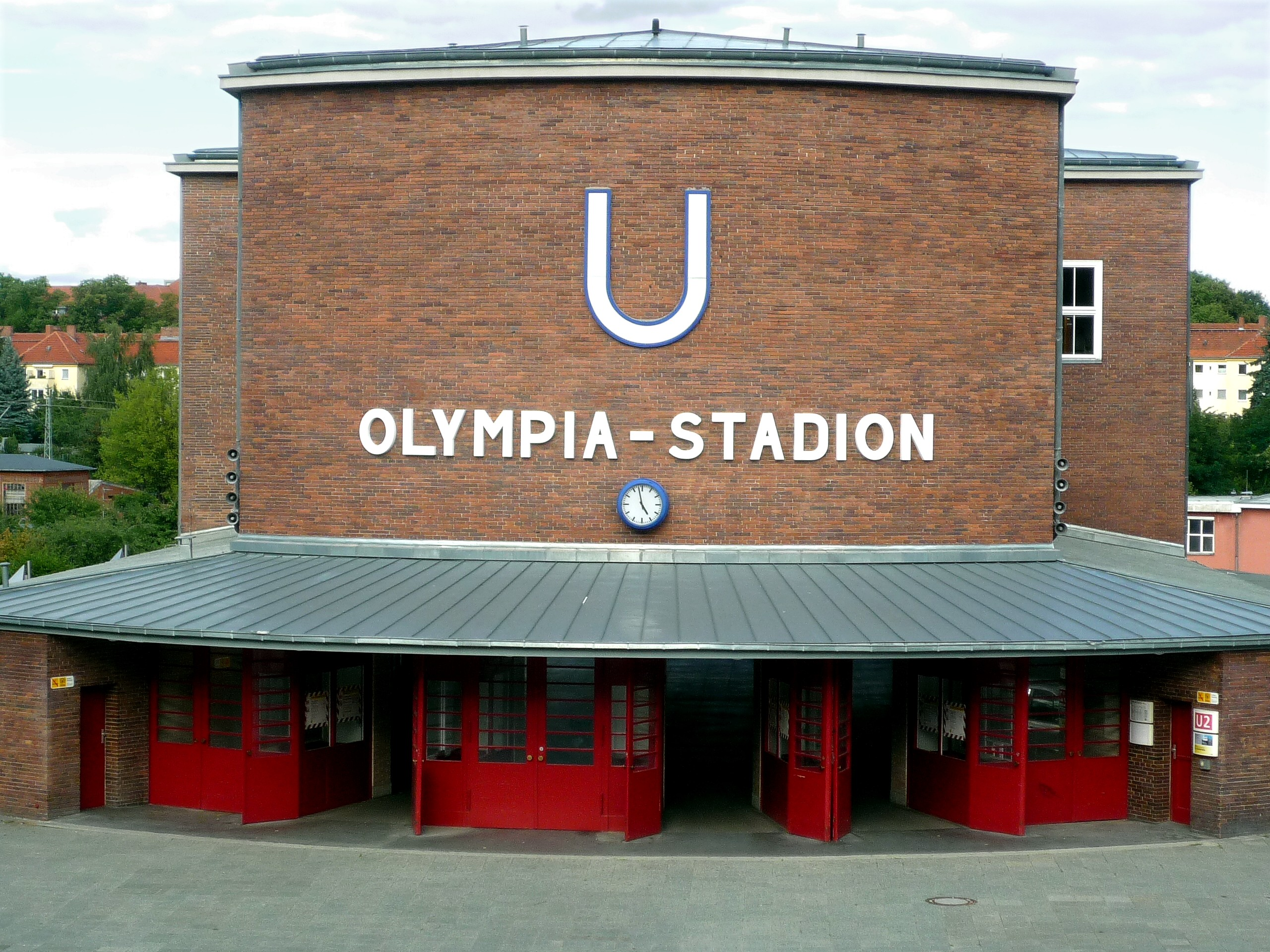
Olympia-Stadion
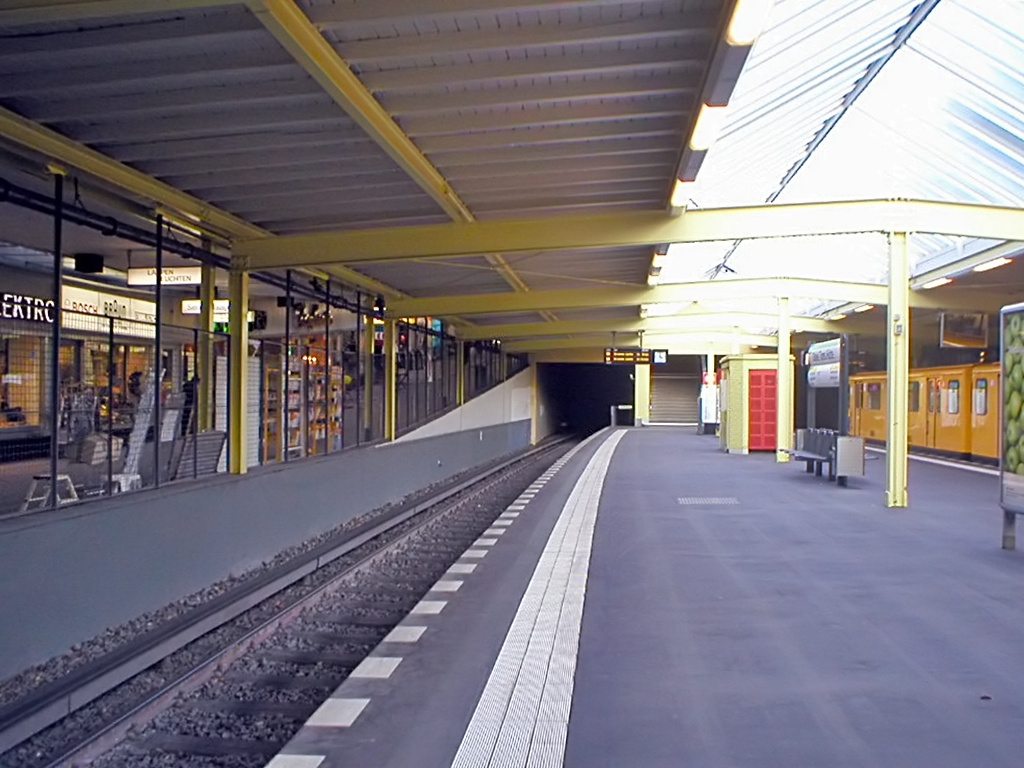
Onkel Toms Hütte
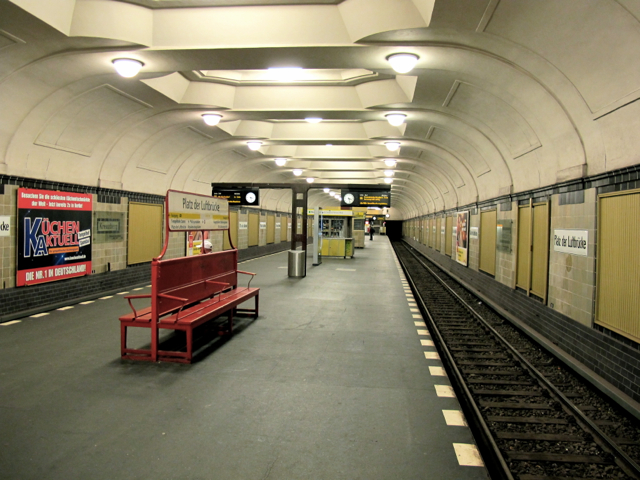
Platz der Luftbrücke
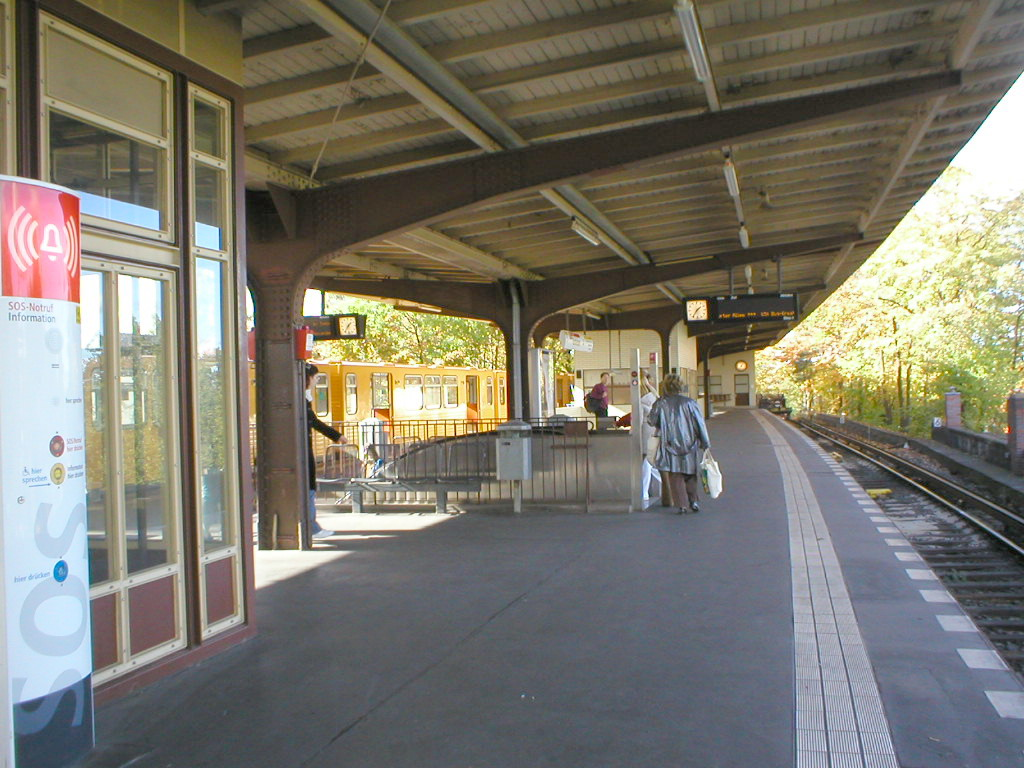
Ruhleben
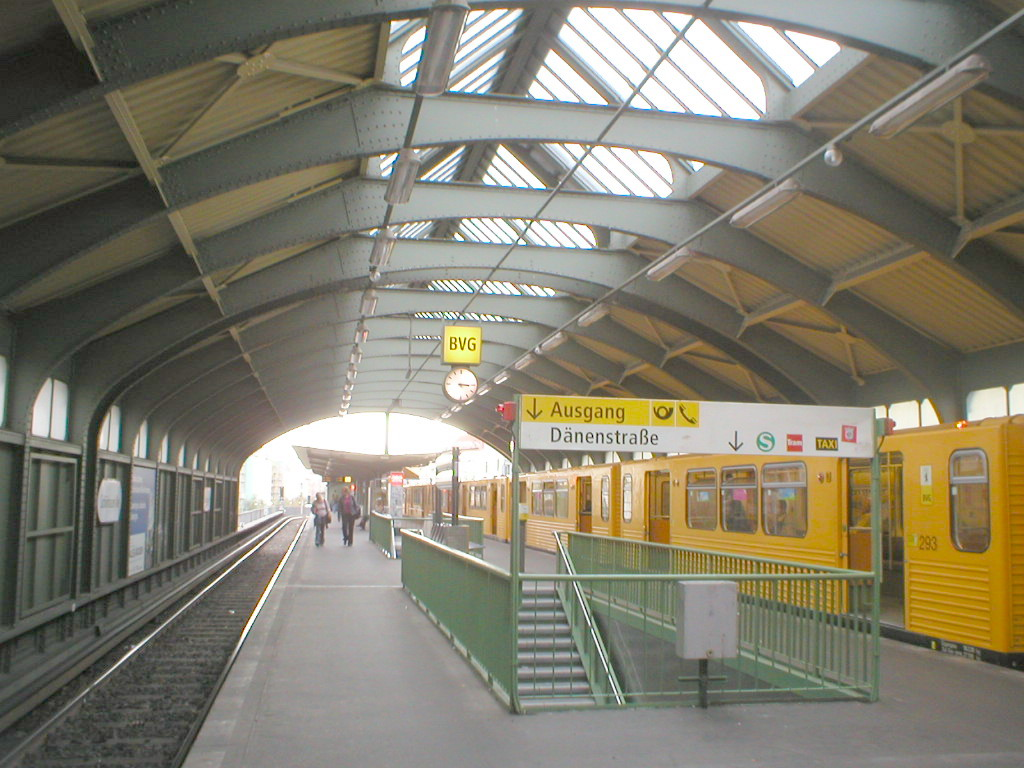
Schönhauser Allee
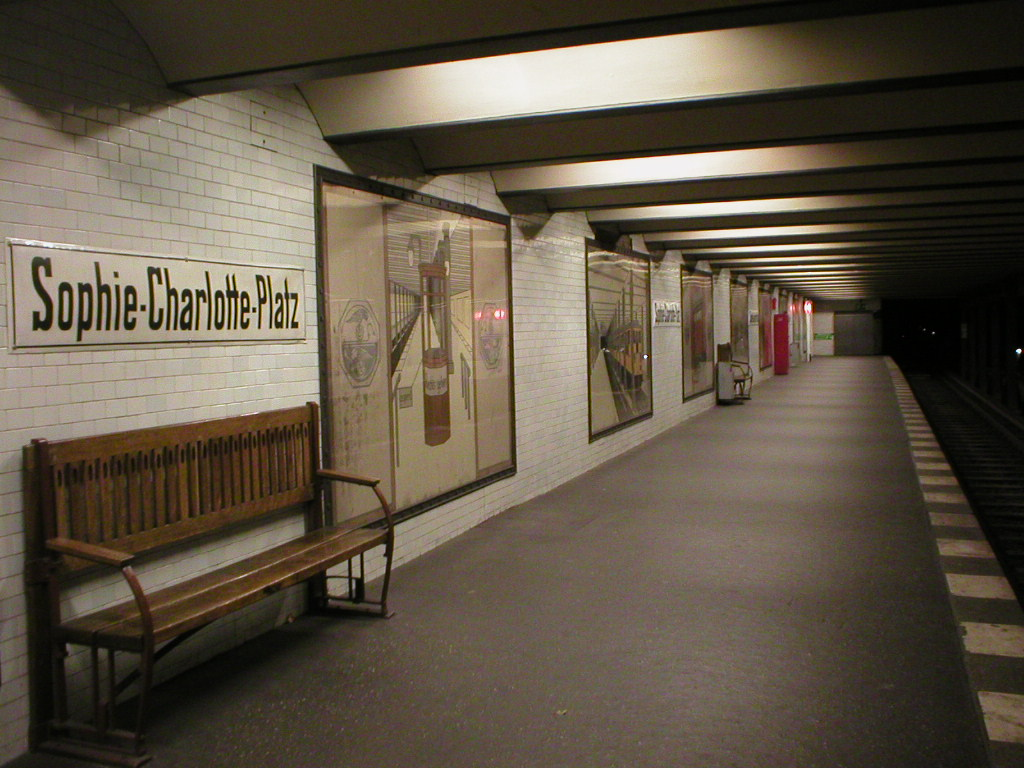
Sophie-Charlotte-Platz
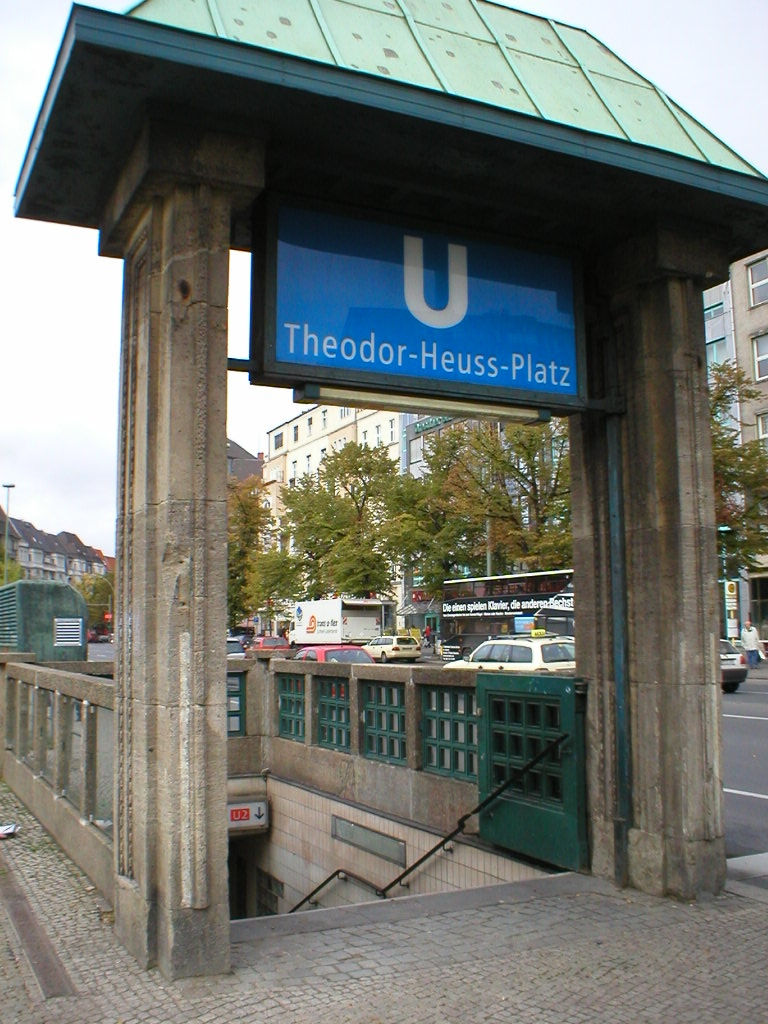
Theodor-Heuss-Platz
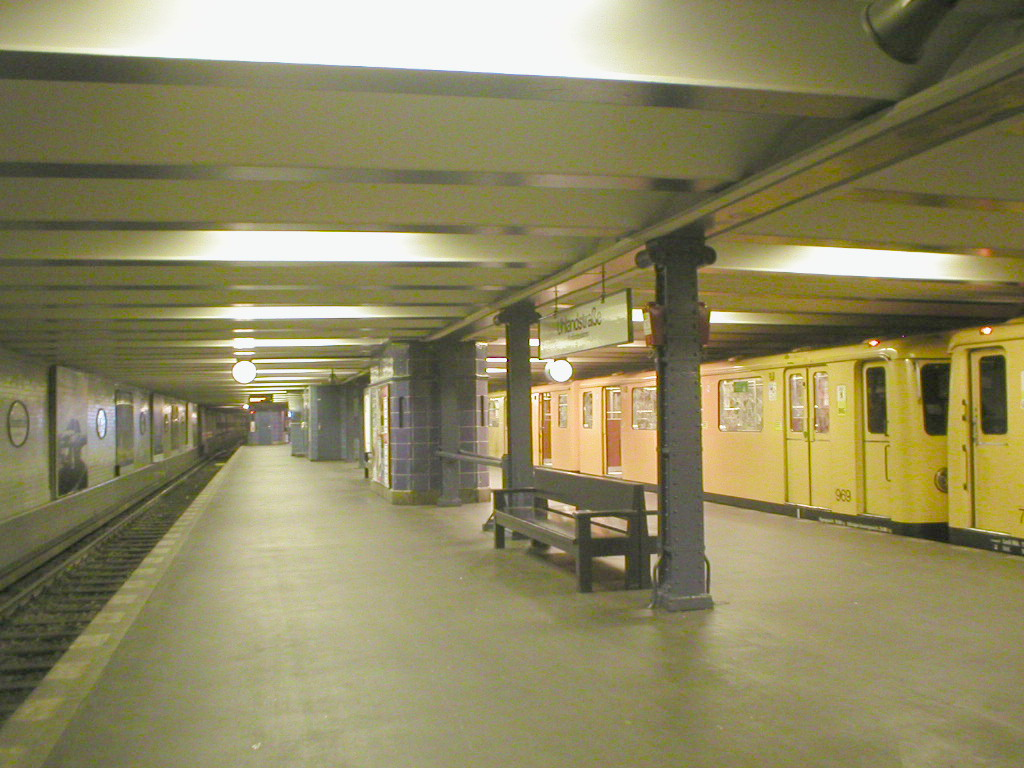
Uhlandstrasse
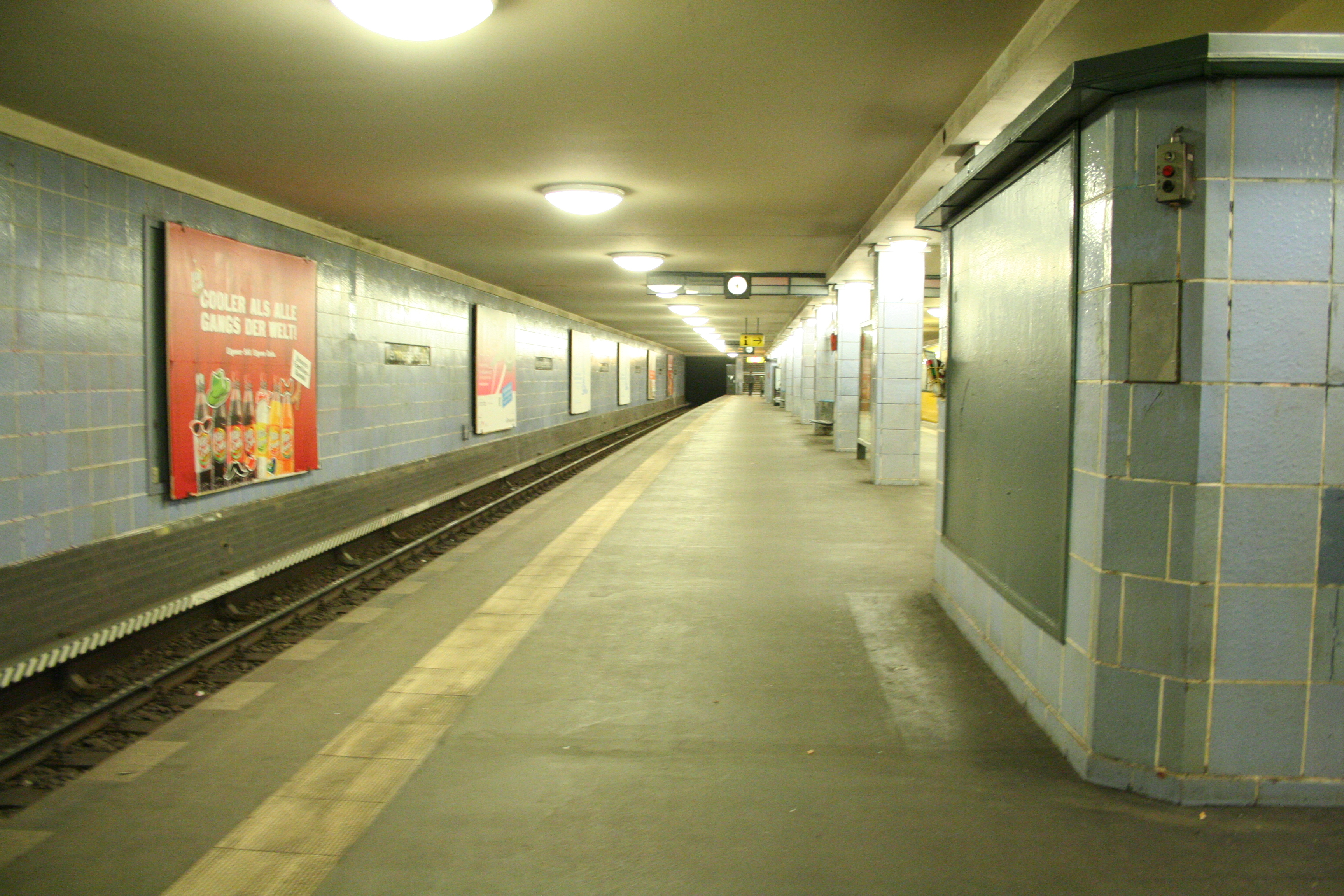
Weinmeisterstrasse
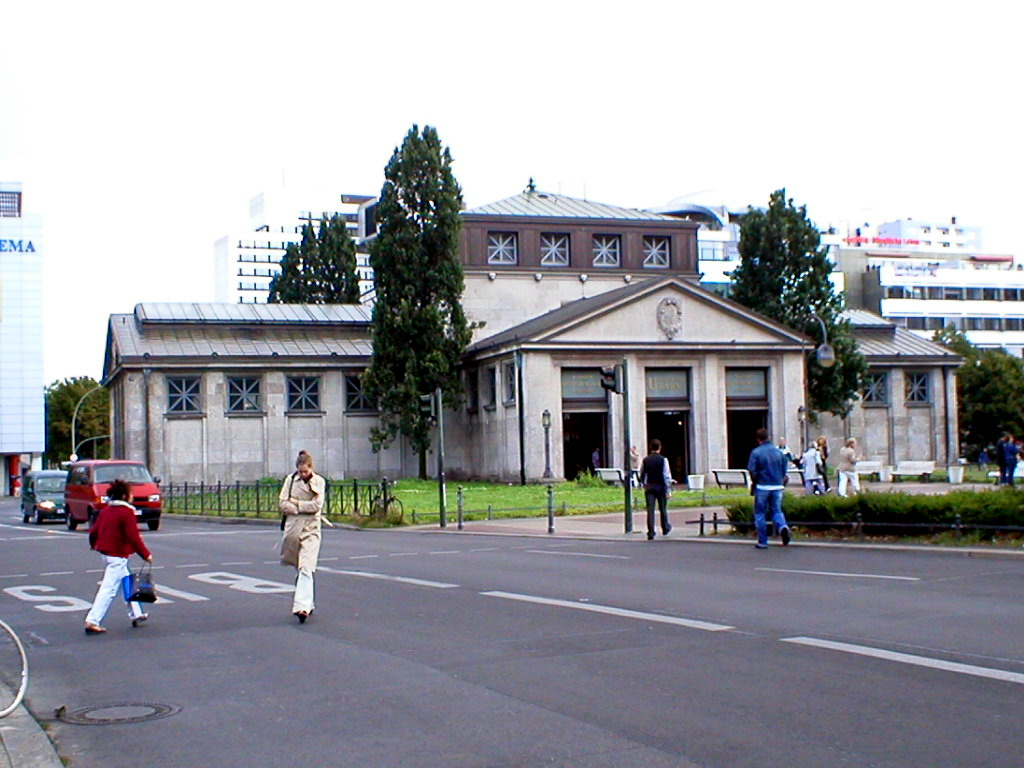
Wittenbergplatz
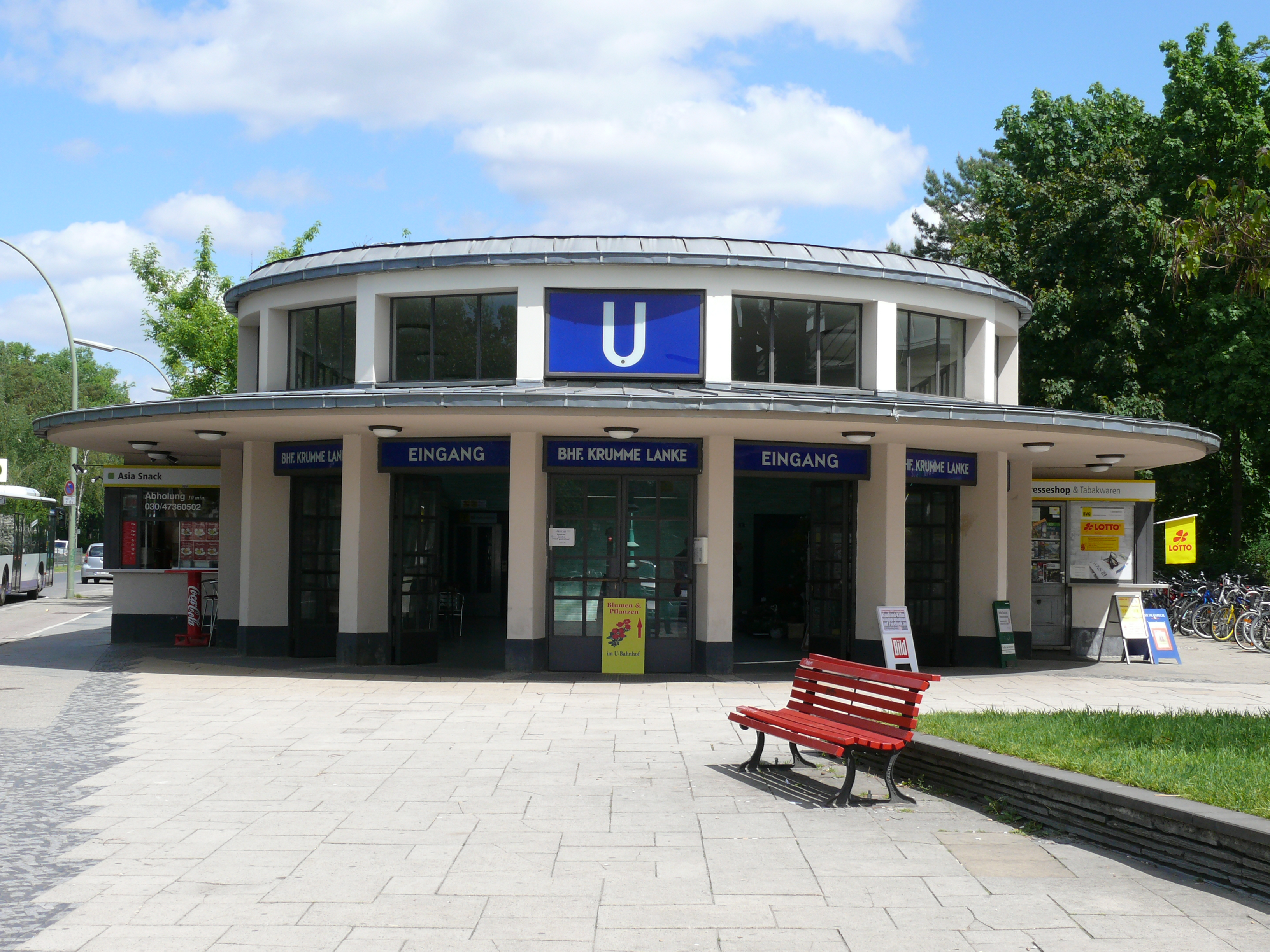
Krumme Lanke